# Стоунікрік Тауншип (округ Кембрія, Пенсільванія)
Стоунікрік Тауншип (англ. Stonycreek Township) — селище (англ. township) в США, в окрузі Кембрія штату Пенсільванія. Населення — 2771 особа (2020).

## Демографія
Згідно з переписом 2010 року, у селищі мешкали 2844 особи в 1402 домогосподарствах у складі 834 родин. Було 1519 помешкань
Расовий склад населення:
| - 96,2 % — білих - 1,6 % — чорних або афроамериканців - 0,7 % — азіатів |

До двох чи більше рас належало 1,4 %. Частка іспаномовних становила 1,0 % від усіх жителів.
За віковим діапазоном населення розподілялося таким чином: 13,4 % — особи молодші 18 років, 60,6 % — особи у віці 18—64 років, 26,0 % — особи у віці 65 років та старші. Медіана віку мешканця становила 51,8 року. На 100 осіб жіночої статі у селищі припадало 94,3 чоловіків;  на 100 жінок у віці від 18 років та старших — 90,6 чоловіків також старших 18 років.
Середній дохід на одне домашнє господарство  становив 48 663 долари США (медіана — 38 229), а середній дохід на одну сім'ю — 57 542 долари (медіана — 50 260). Медіана доходів становила 37 240 доларів для чоловіків та 31 444 долари для жінок. За межею бідності перебувало 9,9 % осіб, у тому числі 9,0 % дітей у віці до 18 років та 1,1 % осіб у віці 65 років та старших.
Цивільне працевлаштоване населення становило 1386 осіб. Основні галузі зайнятості: освіта, охорона здоров'я та соціальна допомога — 28,1 %, роздрібна торгівля — 16,3 %, науковці, спеціалісти, менеджери — 8,9 %, виробництво — 8,6 %.